# Caslano
Caslano (in dialetto ticinese Caslan) è un comune svizzero di 4 273 abitanti del Canton Ticino, nel distretto di Lugano.

## Geografia fisica
Caslano si trova nella regione del Malcantone sulle rive del Lago di Lugano ai piedi del Monte Sassalto, una collina di roccia calcarea che spunta dalle acque del lago, probabilmente in passato interamente circondata dalle acque e congiuntasi alla terraferma col tempo, grazie ai sedimenti alluvionali del torrente Magliasina.

## Storia
Il primo nucleo abitato di Caslano si è sviluppato attorno a una fortificazione romana, da cui il toponimo originario di Castellano.
Viene nominato per la prima volta nel 1126 nella cronaca della guerra decennale (1117-1127) tra Como e Milano. Si strinse in seguito fortemente a Milano arrivando nel 1450 a una convenzione con Francesco Sforza che riceveva soldati e armi in cambio della sua protezione.

## Monumenti e luoghi d'interesse
- Chiesa parrocchiale di San Cristoforo, eretta nel 1653[1], con un mosaico di Aurelio Gonzato sulla facciata rappresentante il patrono San Cristoforo[senza fonte].
- Cappella di Santa Maria delle Grazie o Chiesuola di mezzo in località Magliasina, eretta nel 1093[senza fonte];
- Chiesa di Santa Maria del Rosario in località Magliasina;
- Cappella di Santa Maria in località Magliasina, posta di fronte alla chiesa di Santa Maria del Rosario, eretta nel 1442;
- Villa Ferretti o Mainini[senza fonte].

## Società

### Evoluzione demografica
L'evoluzione demografica è riportata nella seguente tabella:
Abitanti censiti

## Cultura

### Musei
- Museo della cioccolata Alprose, con una piccola e semplice esposizione di strumenti per la lavorazione del cioccolato dei secoli scorsi[senza fonte];
- Museo della pesca, inaugurato nel 2010.

## Infrastrutture e trasporti
Caslano è servito dall'omonima stazione sulla ferrovia Lugano-Ponte Tresa.

## Amministrazione
Ogni famiglia originaria del luogo fa parte del cosiddetto comune patriziale e ha la responsabilità della manutenzione di ogni bene ricadente all'interno dei confini del comune. L'ufficio patriziale, rieletto il 26 aprile 2009, è presieduto da Ermanno Laghi.